# Emil Forselius
Emil Forselius, född 23 november 1974 i Östersund, död 1 mars 2010 på Södermalm i Stockholm, var en svensk skådespelare. Forselius belönades med en guldbagge för birollen som skinnskallen Lasse i filmen Tic Tac (1997). 

## Biografi
Forselius växte upp i Tandsbyn i Jämtland och vistades under sina tonår en period i Hasselakollektivet. Han utexaminerades från Teaterhögskolan i Stockholm 2002.
År 2007 medverkade han i Värmlandsteaterns uppsättning Kung Erik där han spelade huvudrollen. Hans sista filmroll var som Patrik i Wallander – Indrivaren, vilken hade premiär den 16 juni 2010. 
Forselius begick år 2010 självmord i sitt hem efter flera års depression. Han är begravd på Katarina kyrkogård i Stockholm.

## Filmografi
- 1997 – Tic Tac
- 1998 – Beck – Vita nätter
- 1998 – Sista kontraktet
- 1998 – C/o Segemyhr (TV-serie)
- 1998 – S:t Mikael (TV-serie)
- 1999 – Oskar
- 1999 – Vårt härliga liv
- 2000 – Brottsvåg (TV-serie)
- 2000 – Eldsjälen
- 2000 – Joakim & Jasmine
- 2000 – Järngänget
- 2000 – Naken
- 2001 – Sprängaren
- 2002 – Stora teatern (TV-serie)
- 2003 – Belinder auktioner (TV-serie)
- 2003 – Kommer du med mig då
- 2005 – Deadline Torp (TV-serie)
- 2006 – Hombres (TV-serie)
- 2006 – Virus
- 2008 – Himmelsblå (TV-serie)
- 2010 – Wallander – Indrivaren

## Teater

### Roller (ej komplett)
| År   | Roll | Produktion                    | Regi           | Teater                    |
| ---- | ---- | ----------------------------- | -------------- | ------------------------- |
| 2003 |      | Fritänkaren August Strindberg | Richard Turpin | Strindbergs Intima Teater |